# Paul Panhard
Joseph Paul René Panhard (* 1. August 1881 in Versailles; † 26. März 1969 in Neuilly-sur-Seine, Frankreich) war ein französischer Ingenieur und bis 1955 Generaldirektor des Autoherstellers Panhard & Levassor.

## Leben
Paul Panhard ist der Sohn von Napoléon Panhard, Bruder des Firmengründers René Panhard, und dessen Frau Jenny, geb. Fontaine. Als studierter Jurist trat er 1904 in das Unternehmen seines Onkels ein, wurde 1913 Verkaufsleiter und übernahm 1941 die Firmenleitung von seinem Cousin Hippolyte Panhard. Gemeinsam mit seinem Sohn Jean forcierte er in den 1950er Jahren die Annäherung an den Mitbewerber Citroën, der 1965 vollständig die Automobilproduktion von Panhard übernahm und sie 1967 einstellte.

## Auszeichnungen
Paul Panhard wurde am 20. Juli 1920 Ritter der Ehrenlegion, am 18. Mai 1926 zum Offizier befördert und am 18. Mai 1953 zum Kommandeur ernannt.

## Sonstiges
Paul Panhard war Vorsitzender des französischen Automobilhersteller-Verbands CCFA sowie Vizepräsident des ACF.